# Yang Shanping
Yang Shanping (楊善平T, 杨善平S, Yáng ShànpíngP; Dalian, 28 ottobre 1987) è un ex calciatore cinese, di ruolo difensore.